# Língua corsa
A língua corsa ou corso (Corsu) é uma língua românica, falada na ilha de Córsega (França), junto com o francês, que é a língua oficial. Um dialeto similar à língua corsa é falado em Gallura, Sardenha (Itália). Ela possui fortes similaridades com o italiano e em particular com dialetos da Toscana. Ela possui bastante similaridades também com o português. Oralmente, muitas palavras do corso do norte são mais próximas do português que do italiano. Exemplos: "focu" (pronúncia = fôgo), "basta" (basta), "sò Corsu" (significa "sou corso", se pronuncía "só Côrsu"), "cugnata" (pronúncia = cunhada), entre outras.
De acordo com a classificação da UNESCO, a língua corsa está em perigo de extinção. Recentemente, vem sendo discutida uma proposta de proteção à língua, junto com uma maior autonomia da Córsega sob o domínio francês.
A língua tem vários dialetos incluindo o corso do norte, falado no departamento (estado) da Alta Córsega, e o corso do sul, falado no departamento da Córsega do Sul. O dialeto de Aiacciu foi descrito como em transição. O dialeto falado em Calvi e Bunifaziu são próximos ao dialeto de Gênova, conhecido como Língua liguriana. Existe um dialeto muito específico em Cargèse, de origem grega.
Na região sardenha de Gallura, incluindo a cidade de Tempio Pausania, e na ilha de La Maddalena, o "gallurês" é falado. Este é um dialeto transicional com muitas similaridades com o corso do sul.
Na região sardenha de Sassari, incluindo as cidades de Porto Torres, Sorso, Stintino, Castelsardo, Tergu e Sedini, o "sassarês" é falado. Esta é uma língua transicional com muitas similaridades com o sardo logudorês.

Mapa cronológico mostrando o desenvolvimento das línguas do sudoeste da Europa, entre as quais a língua corsa (corsican).

## Galeria de imagens

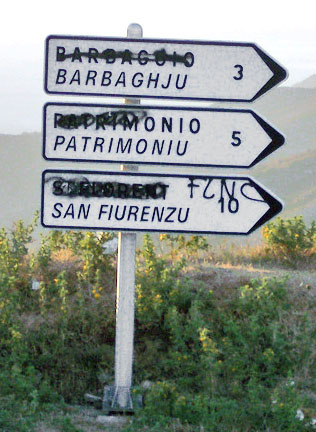
Placas de sinalização escritas em corso.
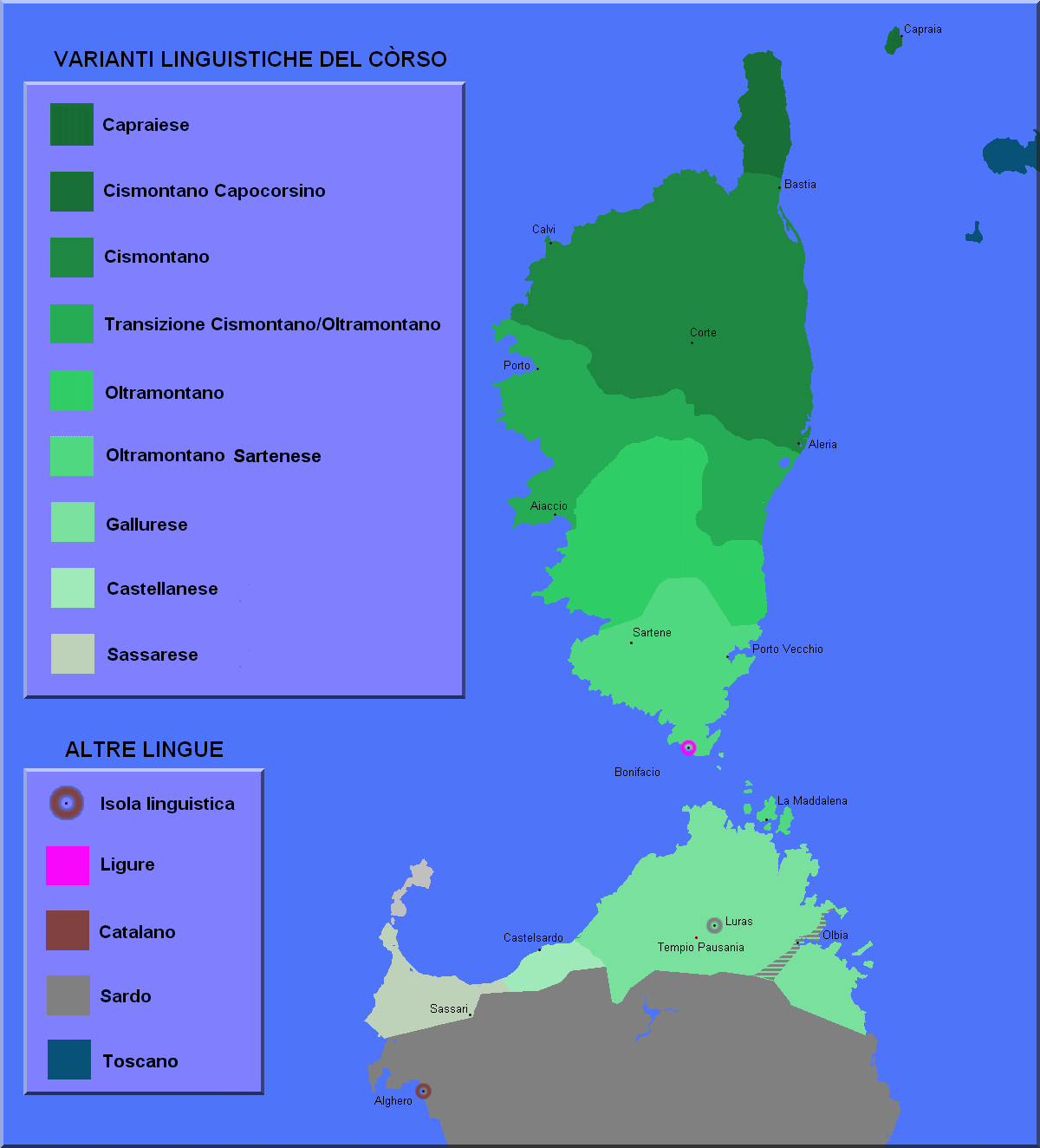
Dialetos da língua corsa.
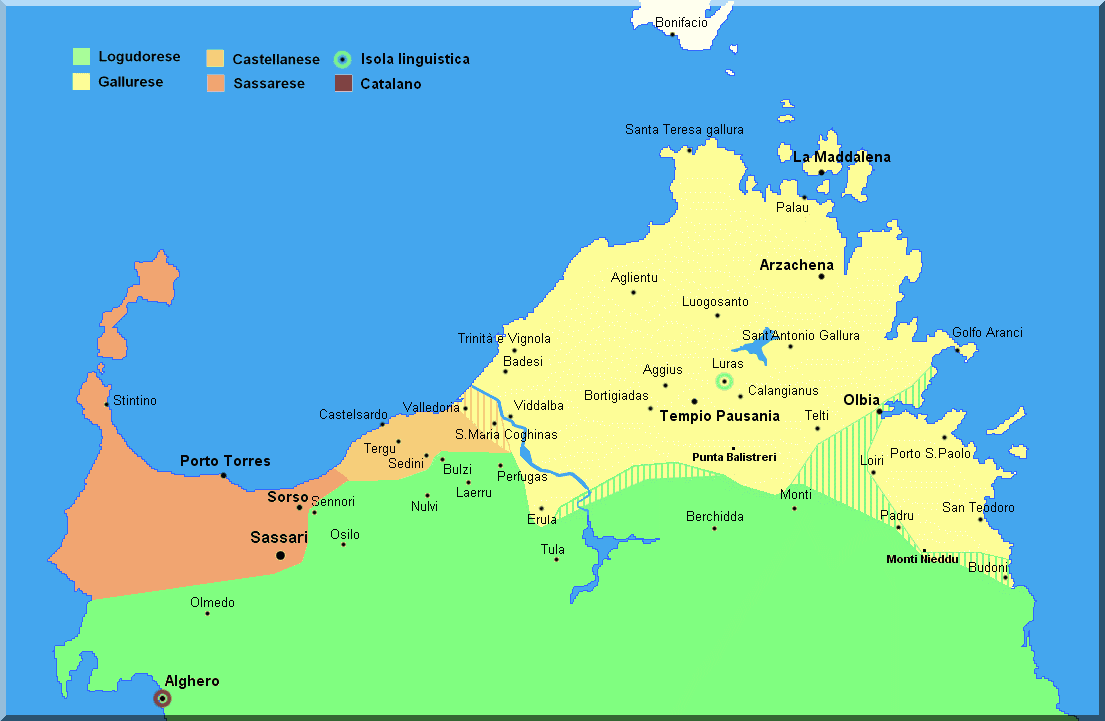
Abrangência da língua corsa no norte da Sardenha, com destaque para o dialeto gallurês.